# Tramwaje w Częstochowie
Tramwaje w Częstochowie – jeden z dwóch najmłodszych systemów komunikacji tramwajowej na terenie Polski, powstały w 1959 r. Tramwaje poruszają się po torach o rozstawie szyn 1435 mm i sieci składającej się z 14,8 km . Całkowita długość linii wynosi 30 km.

## Historia

### Niezrealizowane plany w latach 1897–1928
Pierwszy plan uruchomienia tramwaju elektrycznego w mieście powstał już w 1897 roku, a cztery lata później ogłoszono oficjalną koncepcję. W projekcie przewidziano następujące linie:
- Jasna Góra – Aleje – Nowy Rynek (pl. Daszyńskiego)
- Aleje – Teatralna (Wolności) – Stradomska(1 Maja)
- Nowy Rynek (pl. Daszyńskiego) – Krakowska – zakłady przy skrzyżowaniu z Małą
- Jasna Góra – św.Barbary – do skrzyżowania ze św. Augustyna

Zgodnie z ówczesną praktyką linia miała być zbudowana i obsługiwana na koszt koncesjonariusza, który ponosił całość ryzyka związanego z inwestycją, w zamian otrzymując 35-letnią koncesję i ochronę przed konkurencją ze strony omnibusów. W zamian za zgodę na budowę sieci miasto miało pobierać opłatę koncesyjną w wysokości 3% wpływów i 20% kwoty zysku większego niż 6%. Po 25 latach miasto miało prawo przejąć sieć w zamian za odszkodowanie. Projekt przewidywał także możliwość wydłużenia linii biegnącej Krakowską w kierunku Huty Hantkego.

Proponowana w 1903 roku sieć tramwajowa na tle współczesnej siatki ulic

Przetarg ogłoszono 17 lutego 1903 roku w warszawskim „Kurierze Porannym” i rządowych „Moskiewskich Wiadomościach”, jednak zmodyfikowano trasy, a wraz z siecią miała powstać także zasilająca ją elektrownia.
Miasto zaplanowało trzy linie, wszystkie zaczynać się miały na Nowym Rynku (obecnie placu Daszyńskiego) i biec:
- linia 1: ul. Krakowską do zakładu Motte (Elanex) lub Częstochowianki (Polontex)
- linia 2: na Jasną Górę z odgałęzieniami do:
  - dworca
  - ul. Teatralnej (Wolności)
  - cmentarza św. Rocha
- linia 3: ul. Warszawską na Kule

Do konkursu na koncesję przystąpiły cztery przedsiębiorstwa, ale zgłoszone oferty odbiegały od ogłoszonych warunków. Miasto przystąpiło do negocjacji tych ofert, ale ostateczne ustalenia odrzuciły jednak władze wyższego szczebla.
W 1905 roku kolejną ofertę budowy sieci tramwajów elektrycznych lub pneumatycznych złożył George Franz Karol Gustaw Poule, który chciał stworzyć, podobną do planowanej dwa lata wcześniej, sieć szerokotorową obsługującą trzy, a docelowo siedem linii. Również projekt z 1905 roku nie doczekał się realizacji.
Kolejne dwie propozycje powstały w 1908 roku i były związane z organizowaną Wystawą Przemysłu i Rolnictwa. Pierwsza oferta obejmowała budowę systemu tramwajów konnych, została więc odrzucona jako przestarzała. Druga zakładała budowę tramwaju elektrycznego, a proponowali ją Henryk Markusfeld i inż. Cyprian Apanowicz z koncernu „Siła i Światło”.
Tramwaj elektryczny miałby obejmować trzy linie rozpoczynające swoje trasy pod dworcem i kierujące się do:
- Jasnej Góry
- przez Nowy Rynek (pl. Daszyńskiego) do zakładów Motte (Elanex)
- do dworca Kolei Herbskiej (ul. Boya-Żeleńskiego)

Władze miasta podpisały umowę ze spółką oferującą tramwaj elektryczny, ale inwestycja nie doczekała się realizacji z powodu sprzeciwu urzędu gubernialnego w Piotrkowie Trybunalskim.
Budowę tramwaju próbowała Siła i Światło podjąć jeszcze w 1913 roku, podczas negocjacji z rosyjskim koncernem kolejowym Ssudowagon. Zaproponowana przez wykonawcę sieć szerokotorowa w podobnym kształcie jak we wcześniejszych planach miała służyć także transportowi towarowemu za pomocą bocznic do zakładów przemysłowych i połączenia z Koleją Herbsko-Kielecką. Udane rozmowy z rosyjską firmą mogły liczyć na aprobatę władz rosyjskich, ale negocjacje zostały przerwane przez wybuch I wojny światowej.
Próby uruchomienia tramwaju elektrycznego podejmowano również w okresie międzywojennym. W październiku 1924 r. francuskie Towarzystwo Socciete d’Enterprises Elektriques en Pologne złożyło wniosek o koncesję na budowę dwóch linii (Jasna Góra – Aleje – Nowy Rynek – Krakowska – zakłady Motte i Pl. Trzech Krzyży – Nowy Rynek – Aleje – Kościuszki – Dworzec Stradom). 14 listopada Rada Miasta powołała komisję, której zadaniem było rozpatrzenie propozycji. 19 stycznia następnego roku komisja przedstawiła radzie wnioski, a raport 23 lutego rada zatwierdziła i przekazała Zarządowi Miasta, który przekazał go do dyrekcji tramwajów w Warszawie do zaopiniowania. Ostatecznie jednak do realizacji projektu nie doszło.

Proponowana w 1926 roku sieć tramwajowa na tle współczesnej siatki ulic

W 1926 roku Jan Kubalski przedstawił kolejny projekt, obejmujący budowę pięciu wąskotorowych, elektrycznych linii tramwajowych o łącznej długości torów równej 14 km z zajezdnią przy ul. Krakowskiej.
Planowany przebieg linii:
- 1: Dworzec Główny – I Aleja – Nowy Rynek (pl. Daszyńskiego) – Narutowicza (Krakowska, Bardowskiego, Wojska Polskiego) – skrzyżowanie z Okrzei
- 2: Dworzec Stradom – Wolności – II Aleja – I Aleja – Warszawska – Cmentarz Kule
- 3: Nowy Rynek (pl. Daszyńskiego) – I Aleja – II Aleja – III Aleja – 3 Maja – Rynek Wieluński – Rocha – skrzyżowanie z Wręczycką
- 4: Dworzec Główny – I Aleja – II Aleja – III Aleja – Pułaskiego – 7 Kamienic
- 5: Zaciszańska – Św. Barbary – 7 Kamienic – III Aleja – II Aleja – I Aleja – Mirowska – targowisko (Rynek Narutowicza)

Projekt upadł z powodu konieczności wybudowania wodociągów, kanalizacji, budynków na cele oświatowe, a także z powodu wybuchu kryzysu gospodarczego. Ostatecznie 15 stycznia 1929 r. uruchomiono w mieście komunikację autobusową, rezygnując z tramwaju.

### Budowa pierwszej linii
Plany budowy linii tramwajowych podjęto dopiero po II wojnie światowej. Ze względu na wzrost liczby pasażerów, związany m.in. z rozbudową Huty Częstochowa, w 1951 podjęto decyzję o budowie trakcji tramwajowej. Inwestycja była jednym z istotnych elementów planu urbanistycznego zakładającego wytyczenie ciągu alej poprzecznych do Alej Najświętszej Maryi Panny, które miały połączyć hutę i Raków na południu ze śródmieściem i planowanymi dzielnicami mieszkaniowymi na północy. Początkowo Czesław Kotela, projektant osi pracy, wzdłuż której miała przebiegać linia, zamierzał umieścić torowisko na środku drogi, ale ostatecznie uległ zwolennikom wybudowania go z boku. W 1955 roku rozpoczął się proces budowy linii tramwajowej, co wiązało się z wyburzeniem wielu budynków mieszkalnych w pobliżu ul. Bór i budową mostu w al. Pokoju i wiaduktu w al. Związku Walki Młodych (Niepodległości). Prace budowlane trwały długo, gdyż pierwszy tramwaj wyjechał na ulice Częstochowy dopiero 8 marca 1959 roku. Pierwotnie planowano uruchomienie w 1956 roku, ale wystąpiło opóźnienie z powodu braku środków finansowych i problemów geologicznych. Łącznie budowa pochłonęła około 208 milionów złotych, prace wykonały Poznańskie Przedsiębiorstwo Robót Drogowych i Kieleckie Przedsiębiorstwo Robót Mostowych. Pierwsza dwutorowa linia o długości 7,1 km wiodła po wydzielonej stronie jezdni od ulicy Worcella, wzdłuż alej: Zawadzkiego (obecnie Armii Krajowej), Kościuszki, Wolności, ZWM (obecnie Niepodległości), Pokoju do pętli na Kucelinie. Wytyczono następujące przystanki: Zawady (pętla), przy ul. Jasnogórskiej, Alejach, Pałczyńskiego (Focha), Mickiewicza, Bór, zajezdni, PPR, pośrodku al. Pokoju, przy wiadukcie na al. Pokoju, ul. Sokolej i Mirów (pętla). Sześć pociągów obsługiwało trasę z częstotliwością 10 minut. Doprowadzenie tramwaju do północnych przedmieść stało się początkiem budowy tam nowej dzielnicy, złożonej z zabudowy mieszkaniowej i budynków użyteczności publicznej, w tym akademickich, a powstała dzielnica Tysiąclecie zyskała szybko charakter śródmiejski.

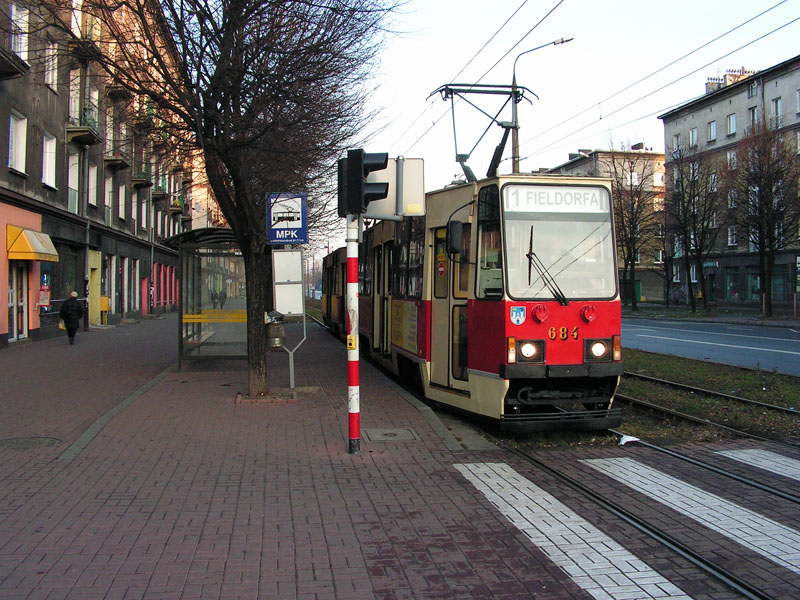
Skład dwóch wagonów typu 105Na linii „1” na alei Pokoju
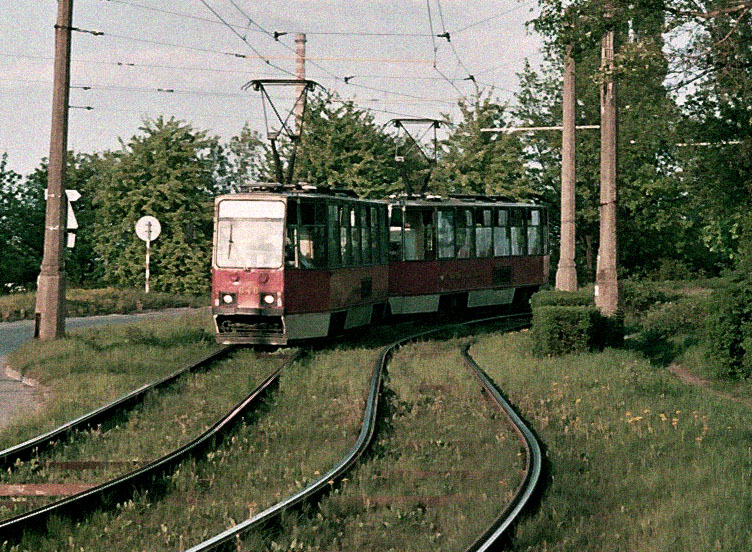
Skład dwóch wagonów typu 105Na linii „1” na rondzie Ronalda Reagana
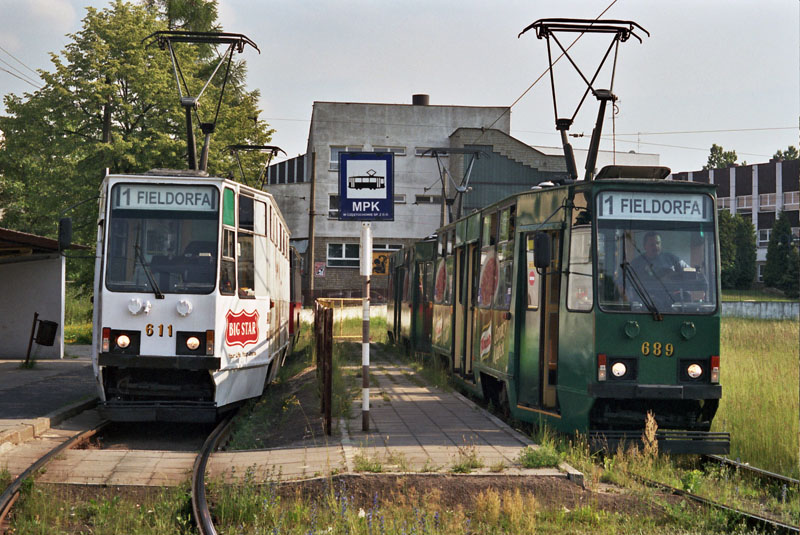
Dwa podwójne składy tramwajów typu 105Na linii „1” na pętli Kucelin

### Rozbudowa w dzielnicy Raków
9 maja rozpoczęto na Starym Rakowie budowę odgałęzienia linii głównej o długości 1,5 km, które poprowadzono wzdłuż ul. Łukasińskiego do ul. Pstrowskiego (obecnie ul. Dąbrowskiej). Nowy odcinek był jednotorowy, pomiędzy al. Pokoju a ul. Prusa tory ułożono na środku jezdni, na dalszym odcinku bliżej zachodniej krawędzi jezdni. Na końcu linii zastosowano mijankę, na której motorniczy manewrował wagonem silnikowym, objeżdżając wagon doczepny. Brak pętli był spowodowany brakiem miejsca na jej budowę. Druga mijanka znajdowała się na wysokości ul. Okrzei.
Prace prowadzone przez pracowników MPK w czynie społecznym zostały ukończone 16 lipca tego samego roku. Odcinek oddano do użytku 21 lipca 1959 roku.

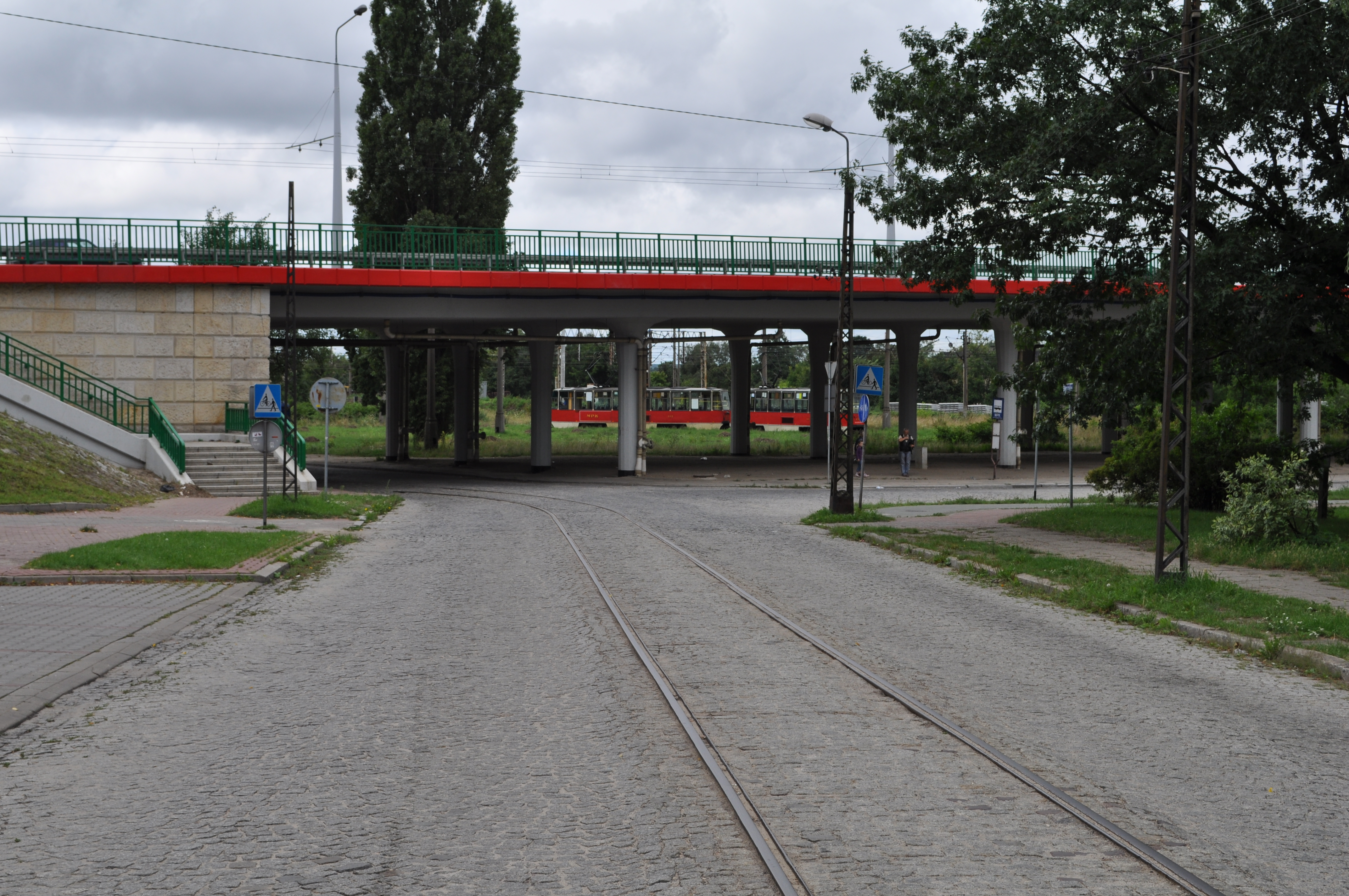
Pozostałości jednotorowej linii na ul. Łukasińskiego
Mapa sieci tramwajowej w latach 1959–1971

W latach 1959–1960 powstały liczne niezrealizowane plany rozbudowy układu komunikacji tramwajowej w kierunkach:
- ul. 1 Maja i ul. Sabinowską do Dźbowa
- Alejami
  - przez ul. Nowowiejskiego, Sobieskiego, Pułaskiego, św. Kazimierza do ul. św. Barbary
  - przez ul. Pułaskiego, al. Lenina (Jana Pawła II), św. Rocha na Lisiniec
  - ul. Krakowską, PPR (al. Wojska Polskiego), ul. Okrzei do stalowni
  - ul. Warszawską i 16 Stycznia (Kiedrzyńską)
  - ul. Mirowską do Złotej
  - ul. Targową, Strażacką, Olsztyńską do al. Pokoju

### Rozbudowa w dzielnicy Tysiąclecie i Północ
W 1967 roku rozważano likwidację sieci tramwajowej po 20 latach od jej budowy, gdy koszty inwestycji się zamortyzują. Drugim z rozważanych wariantów było przedłużenie linii o 4 km w stronę północną i 3 km w głąb terenu huty.
Ostatecznie zdecydowano o rozbudowie sieci wzdłuż al. Zawadzkiego (obecnie al. Armii Krajowej) w związku z dynamicznym rozwojem dzielnicy Tysiąclecie. W ramach inwestycji zlikwidowano pętlę przy ul. Worcella i zbudowano 1,5 km torowiska do skrzyżowania z ul. 16 Stycznia (obecnie ul. Kiedrzyńska), gdzie zlokalizowano nową pętlę. Pomimo rozbudowy, wciąż uważano tramwaje za przestarzałe, zdecydowano więc o zaniechaniu remontów sieci, a po wyeksploatowaniu sieci zaplanowano jej likwidację.
W zamian za oddanie dwutorowej linii na Tysiąclecie zlikwidowano odcinek na Starym Rakowie, ponieważ z powodu osiadającego gruntu wymagał on kapitalnego remontu. Tramwaje linii nr 2 przestały kursować do krańcówki „Raków” 31 sierpnia, a linię skrócono początkowo do pętli koło dworca Raków. Data powstania samej pętli nie jest dokładnie znana. Na likwidowanym odcinku zdemontowano jedynie napowietrzną sieć trakcyjną oraz wszystkie rozjazdy, natomiast szyny i słupy trakcyjne pozostały nienaruszone. Część ulicy wyłożono w późniejszych latach warstwą asfaltu, która przykryła niektóre fragmenty torowiska. Już 1 listopada 1971 roku wszystkie składy obsługujące linię nr 2 skierowano do obsługi linii nr 1, a linię nr 2 zlikwidowano. Natomiast w 1973 roku zlikwidowana została pętla przy ul. Worcella, w miejscu której powstał blok mieszkalny.
W 1974 roku, z okazji 15-lecia istnienia sieci tramwajowej, zorganizowano konferencję, na której omawiano m.in. plany poprawienia bezpieczeństwa ruchu tramwajowego. Wśród planów znalazła się likwidacja części przejść dla pieszych w al. Pokoju i budowa tunelu tramwajowego przez Śródmieście (premetro). Ostatecznie z powodu wysokich kosztów projekt okrojono do likwidacji przejść.
W październiku 1983 roku zakończono budowę nowego odcinka linii tramwajowej pomiędzy Promenadą (obecnie Promenadą Niemena) i pętlą przy ul. Krajewskiego (obecnie Fieldorfa). Uruchomienie komunikacji na tym odcinku nastąpiło 16 stycznia 1984 roku, jednocześnie zlikwidowano dotychczasową pętlę przy Kiedrzyńskiej i zastąpiono ją nową, którą zlokalizowano kilkadziesiąt metrów dalej. Tramwaj w nowej dzielnicy miał torowisko bezkolizyjne, z tunelem pod skrzyżowaniem z ul. Michałowskiego N. a pętli przy Promenadzie zawracały od tego czasu tramwaje uruchomionej ponownie linii nr 2. Częstotliwość każdej linii wynosiła 6 minut, linie nr 1 i 2 kursowały naprzemiennie.
Zbudowana przy Fieldorfa pętla miała charakter tymczasowy, ponieważ w niedługim czasie planowano zbudować na zarezerwowanym terenie wiadukt tramwajowy i doprowadzić linię do ul. Sosabowskiego. Plany te nie zostały jednak zrealizowane, podobnie jak doprowadzenie tramwaju w dalszej perspektywie do dzielnicy Wyczerpy, ponieważ nie została ona rozbudowana zgodnie z wcześniejszymi planami, a tym samym rozbudowa torowiska w jej kierunku stała się bezcelowa. Podobnie nie wydłużono linii od Kucelina do Walcowni.
W 1990 roku linię nr 1 skrócono do dworca na Rakowie, ale po negocjacjach z hutą przywrócono poprzedni układ linii, jednocześnie wyremontowano ten odcinek torowiska. Pod koniec lat 90. huta ograniczyła znacznie zatrudnienie i spadła liczba przewożonych pasażerów. Od tego czasu część kursów skrócono do pętli na al. Pokoju i oznaczono jako linię nr 2, jednocześnie na północy miasta wszystkie kursy skierowano do pętli przy ul. Fieldorfa. Od tego czasu pętla przy Promenadzie Niemena nie jest wykorzystywana w ruchu liniowym. W latach 1998–2000 podjęto remonty i modernizacje torowiska.
W latach 90. wykonano kapitalny remont torowiska na całym odcinku alei Wolności. Pod koniec lat 90. wykonano remont torów od ulicy Gilowej do Ronda Reagana. W lipcu 2000 roku i 2004 rozpoczęto generalny remont torowiska tramwajowego od ulicy Worcella do Polskiego Czerwonego Krzyża. W 2004 r. wymieniono słupy trakcyjne na ciągu al. Niepodległości. W 2009 r. został oddany do użytku nowy most nad Dworcem Raków.

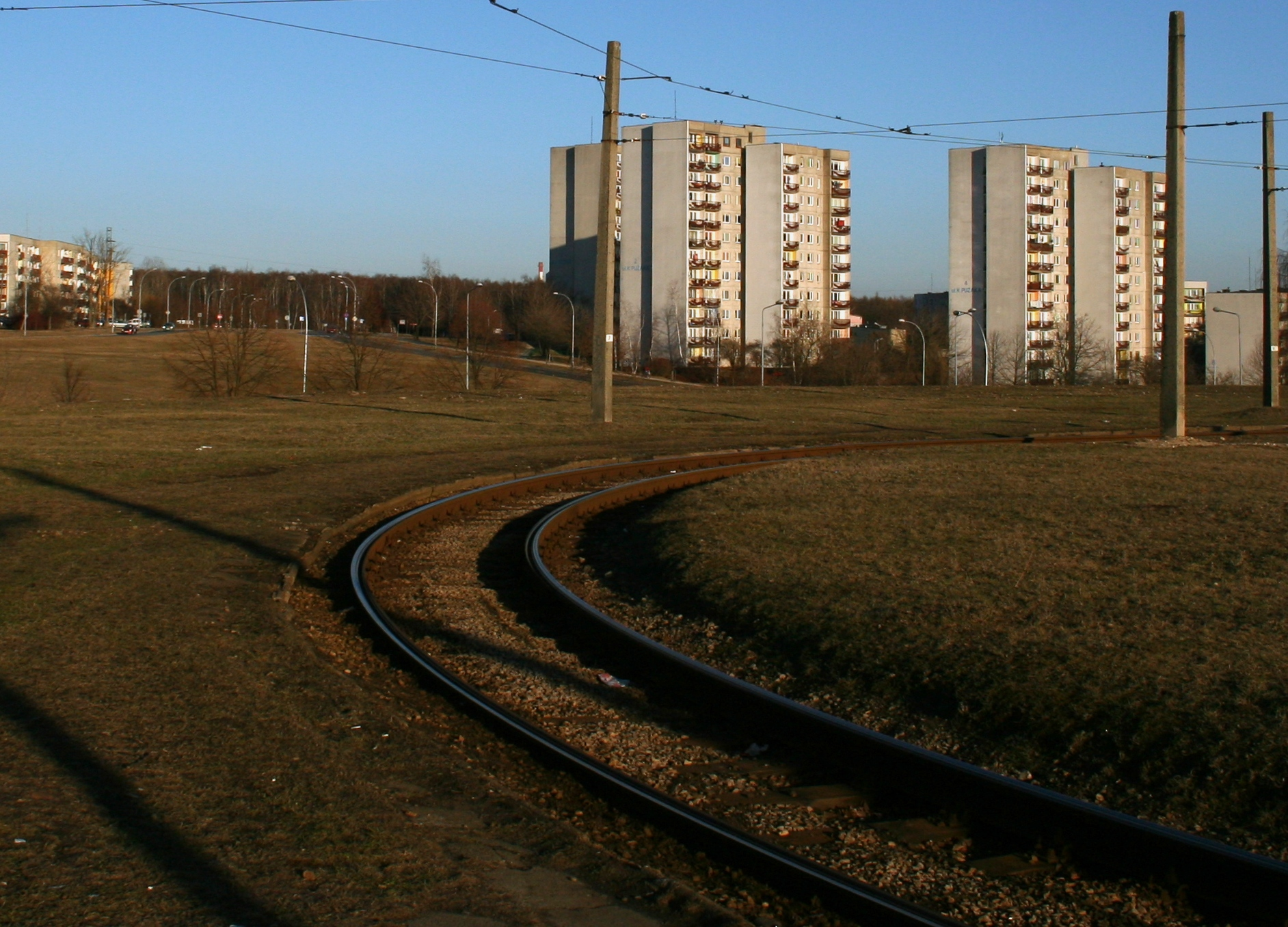
Pętla „Fieldorfa-Nila” przy al. Wyzwolenia
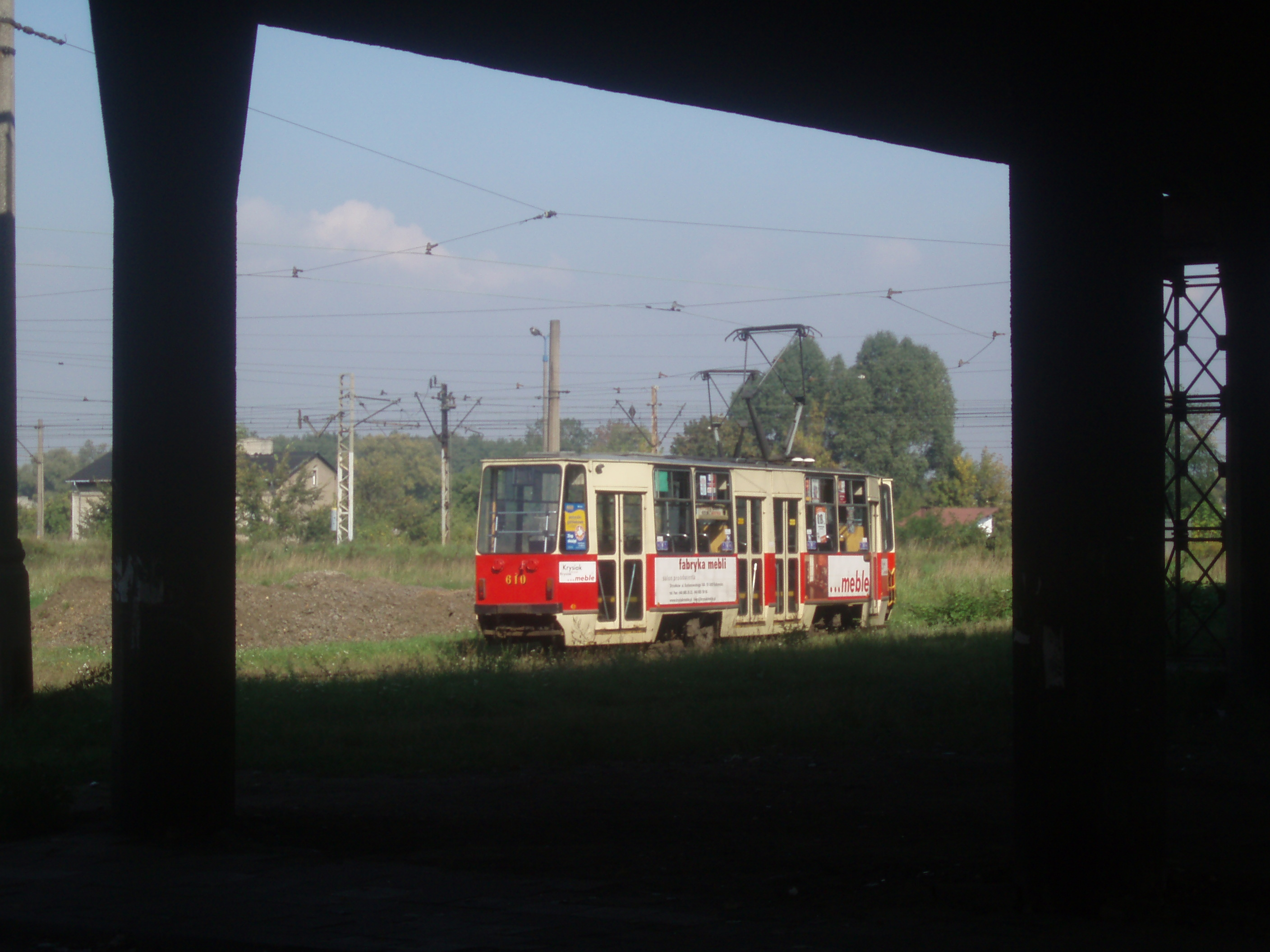
Skład dwóch wagonów typu 105Na linii nr 2 na pętli „Raków dworzec PKP”
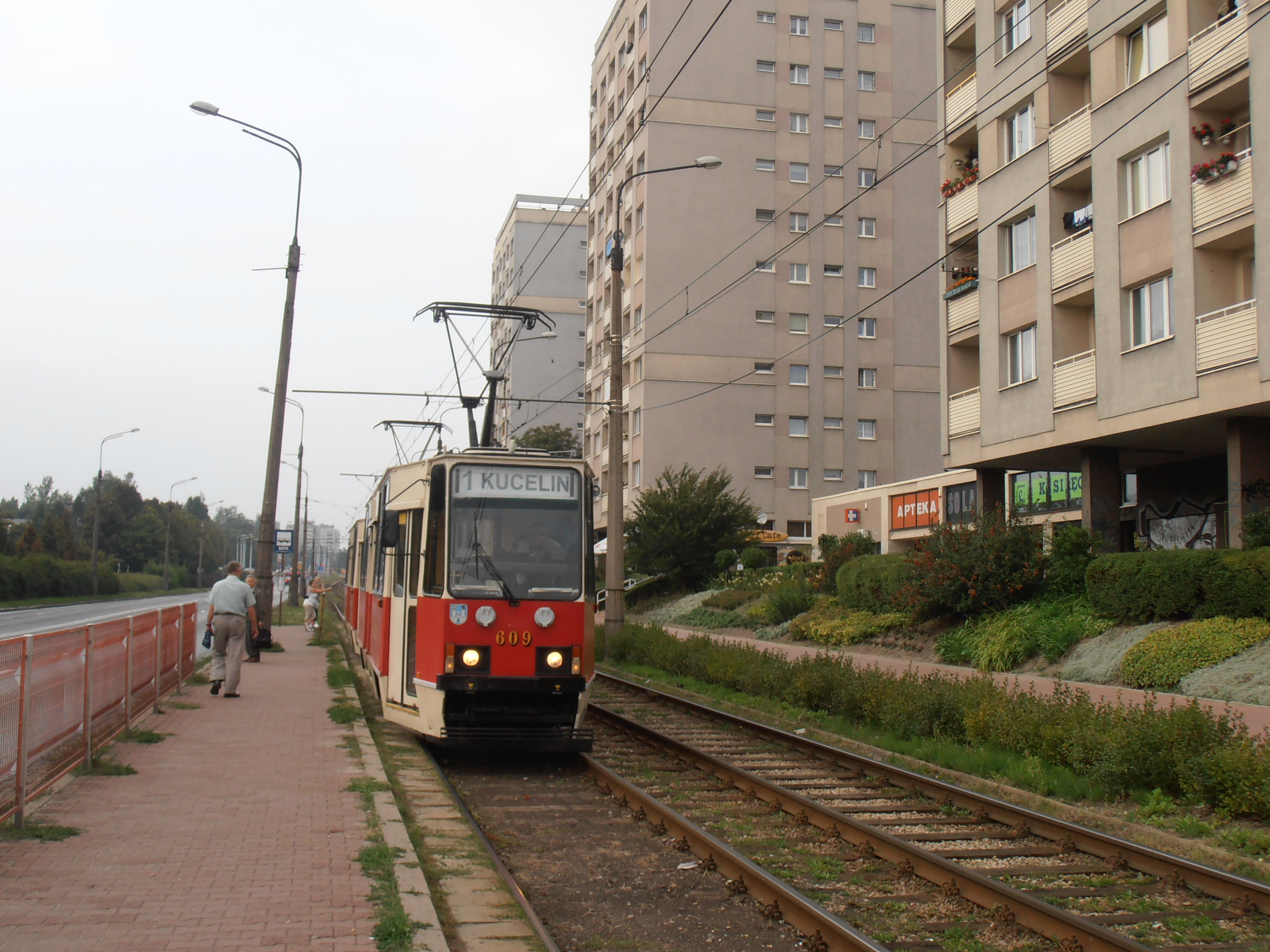
Skład dwóch wagonów typu 105Na linii nr 1 na al. Armii Krajowej
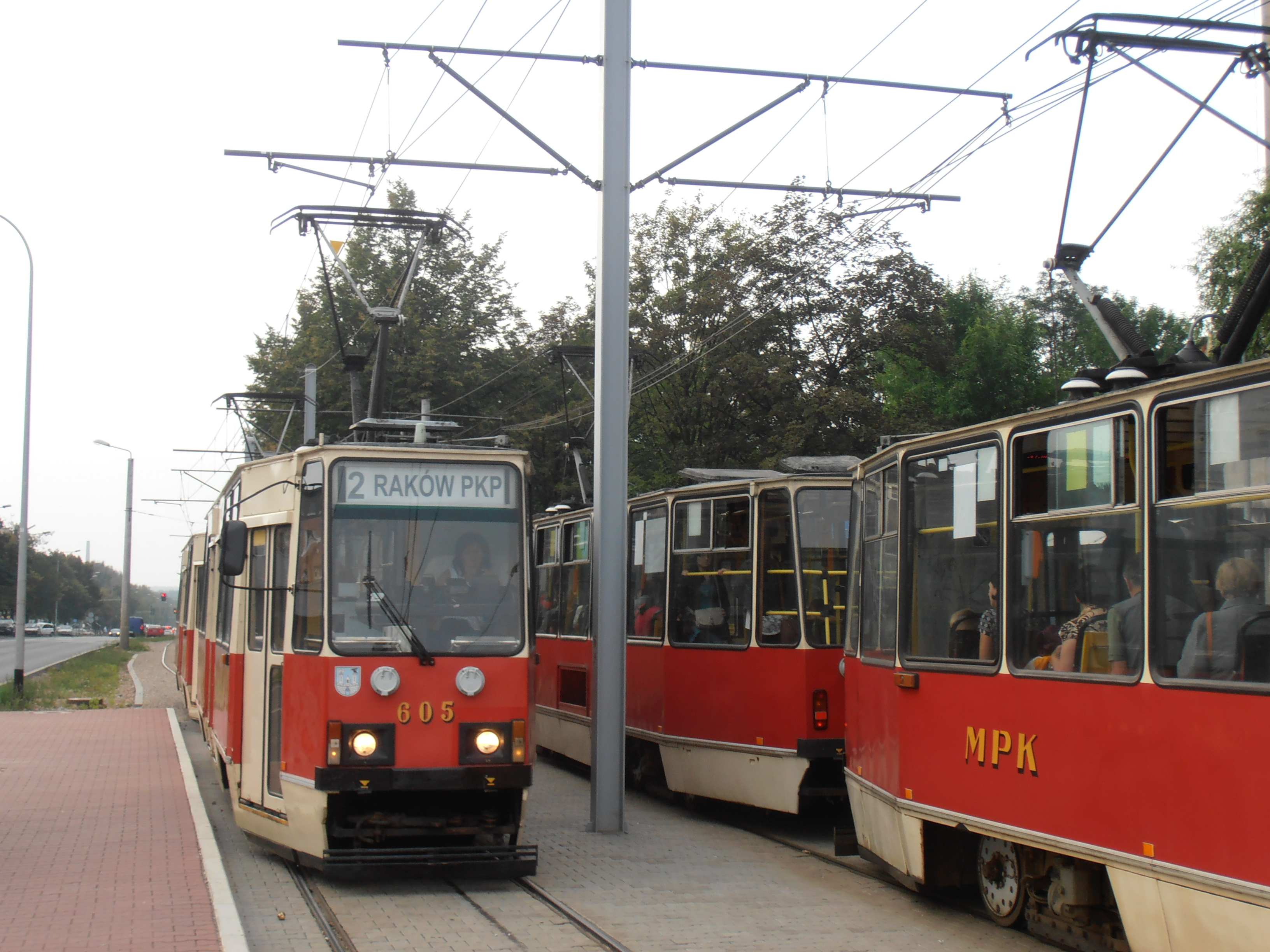
Skład dwóch wagonów typu 105Na linii nr 2 na al. Niepodległości mija inny skład dwóch wagonów tego samego typu
Mapa sieci w latach 1971–1984
Mapa sieci w latach 1984–2012

### Tramwaj na Błeszno

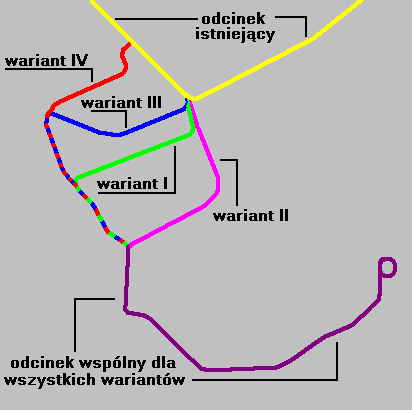
Warianty przebiegu tramwaju na Błeszno

W 2006 roku powstał plan rozbudowy sieci tramwajowej w Częstochowie o nowy odcinek o długości 4,5 km do obsługi dzielnic Wrzosowiak oraz Błeszno z pętlą w pobliżu stadionu Rakowa Częstochowa. Konsultacje społeczne w sprawie przebiegu nowej linii przeprowadzono w sierpniu i wrześniu 2006 roku, gdy rozesłano ankiety do 20 tysięcy gospodarstw domowych w dzielnicach związanych z inwestycją. Uzyskano 1886 odpowiedzi, z czego 1742 za budową linii. Tory zaplanowano wzdłuż ul. Jagiellońskiej, ul. Orkana, al. 11 Listopada, ul. Jesiennej i ul. Rakowskiej do pętli w rejonie ul. Żareckiej. Za tą propozycją głosowało 1148 osób.
13 listopada 2009 r. zostały ogłoszone wyniki konkursu na dotacje z funduszy Unii Europejskiej. Projekt Urzędu Miasta Częstochowy na rozbudowę sieci tramwajowej do Błeszna zajął pierwsze miejsce, natomiast projekt częstochowskiego MPK na zakup 7 nowych tramwajów do obsługi budowanej linii został sklasyfikowany na drugim miejscu. Całkowity koszt rozbudowy sieci tramwajowej (wraz z zakupem taboru) wyniósł ok. 162 miliony złotych, z czego dotacja unijna to 128 milionów złotych. Przetarg został rozpisany 22 marca 2010 roku, zaś termin składania ofert minął 5 maja, wpłynęło 10 ofert. Miasto wybrało ofertę konsorcjum częstochowskich firm Drog-Bud i Kromiss-Bis, która opiewała na kwotę 79,3 mln zł przy kosztorysie inwestorskim 98,7 mln. Nie wpłynęły żadne protesty do przetargu, a budowa nowej linii rozpoczęła się 19 sierpnia 2010 roku.
W dniach 3–18 lipca 2010 roku został przeprowadzony generalny remont linii tramwajowej na odcinku al. Niepodległości od ul. Bór do zajezdni tramwajowej. Inwestycja ta kosztowała ok. 3 miliony złotych. W dniach 2–17 lipca 2011 roku wyremontowano linię na odcinku od ul. Bór do Ronda Mickiewicza (al. Niepodległości), z wyjątkiem wiaduktu nad linią kolejową.
W czerwcu i lipcu 2011 roku przeprowadzono remont pętli Raków – Dworzec PKP, tzn. odbudowano wjazd na nieużywany wcześniej tor zewnętrzny pętli, który posiada połączenie z linią kolejową nr 1. Planowane jest w przyszłości umieszczenie przed wjazdem na pętlę zwrotnicy, co ma umożliwić używanie obu torów pętli.
W sierpniu 2011 rozpoczął się remont wspomnianego wiaduktu w al. Niepodległości. W związku z tym na ponad 3 miesiące (do 15 grudnia 2011) komunikacja tramwajowa była zawieszona na odcinku od zajezdni tramwajowej do pętli tramwajowej w dzielnicy Północ. W lipcu 2012 roku tory na odcinku Worcella-Jana Pawła II poddano remontowi generalnemu, wcześniej w 2005 roku wymieniono słupy na takie same jak w al. Pokoju.
3 września 2012 roku uruchomiono linię tramwajową nr 3, kursującą z pętli Fieldorfa-Nila do nowej pętli Stadion Raków. Jednocześnie usunięto dublujące tramwaj linie autobusowe. Zmianie uległy też trasy tramwajowej komunikacji nocnej. Linię nocną, dotychczas kursującą do stacji na Rakowie, skierowano do nowej pętli.
Od 14 października 2012 roku MPK Częstochowa dysponuje wszystkimi siedmioma tramwajami Twist, które zamówiono w firmie Pesa.

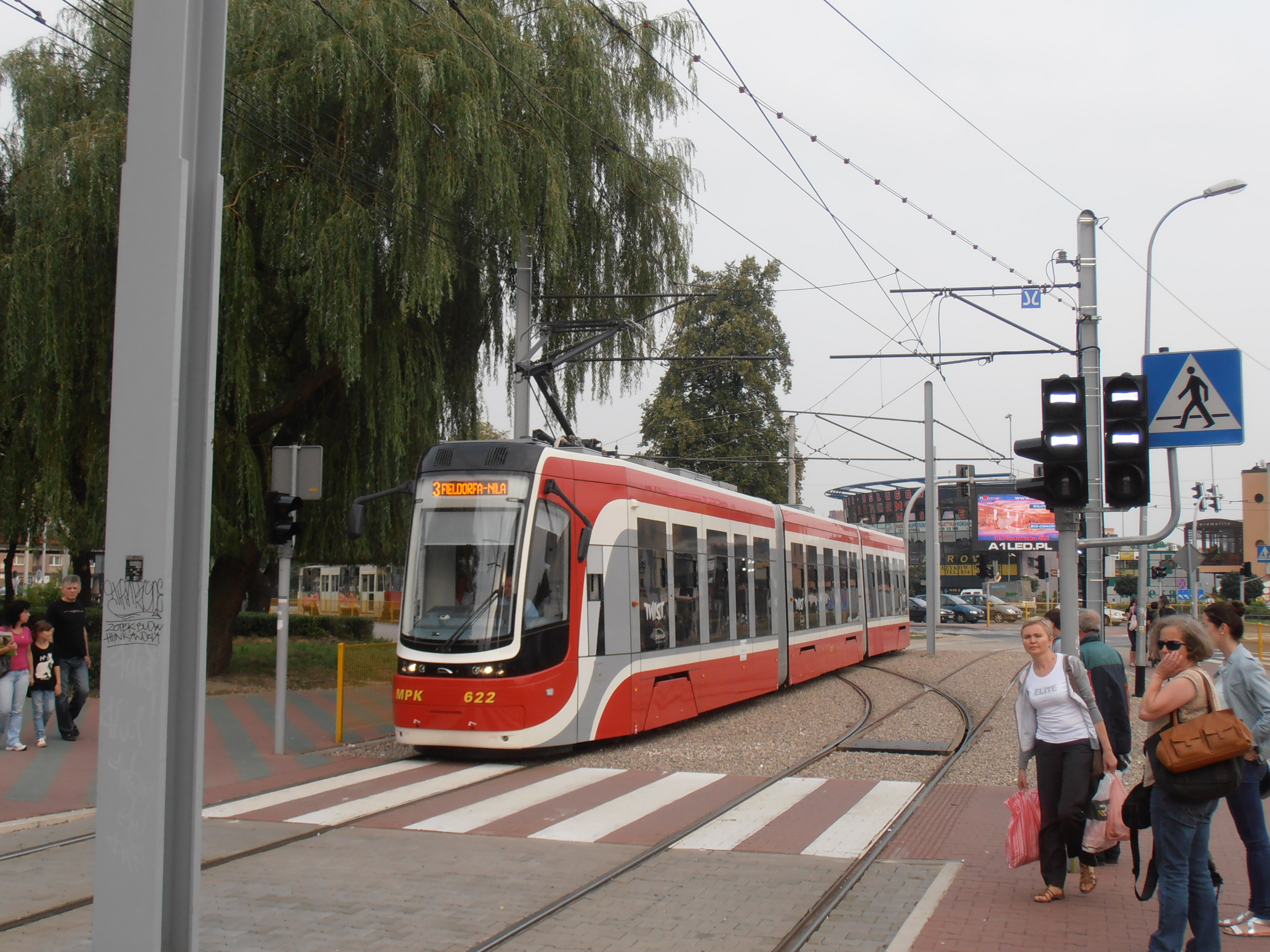
PESA Twist linii nr 3 na al. Niepodległości
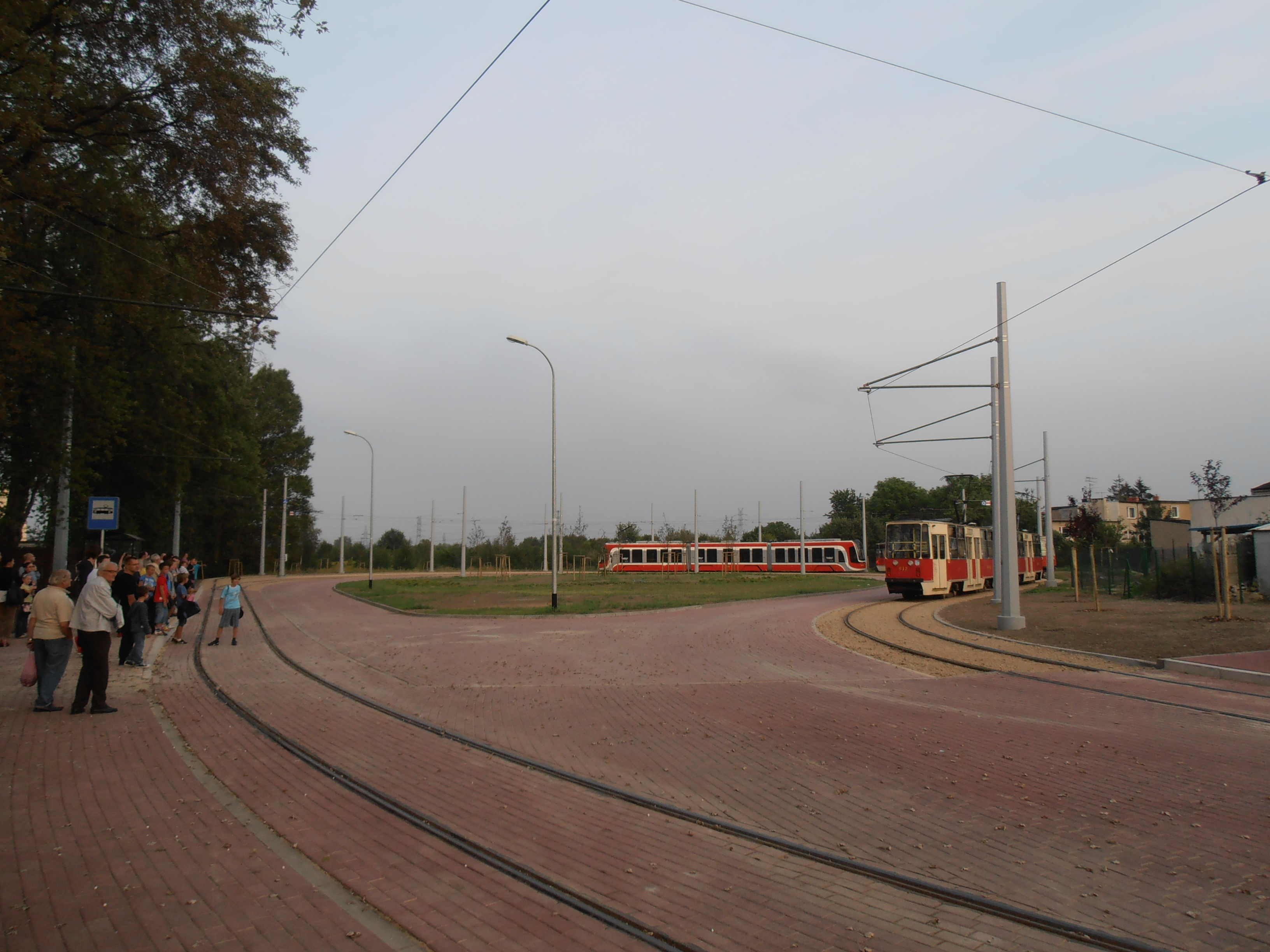
Pętla „Stadion Raków”
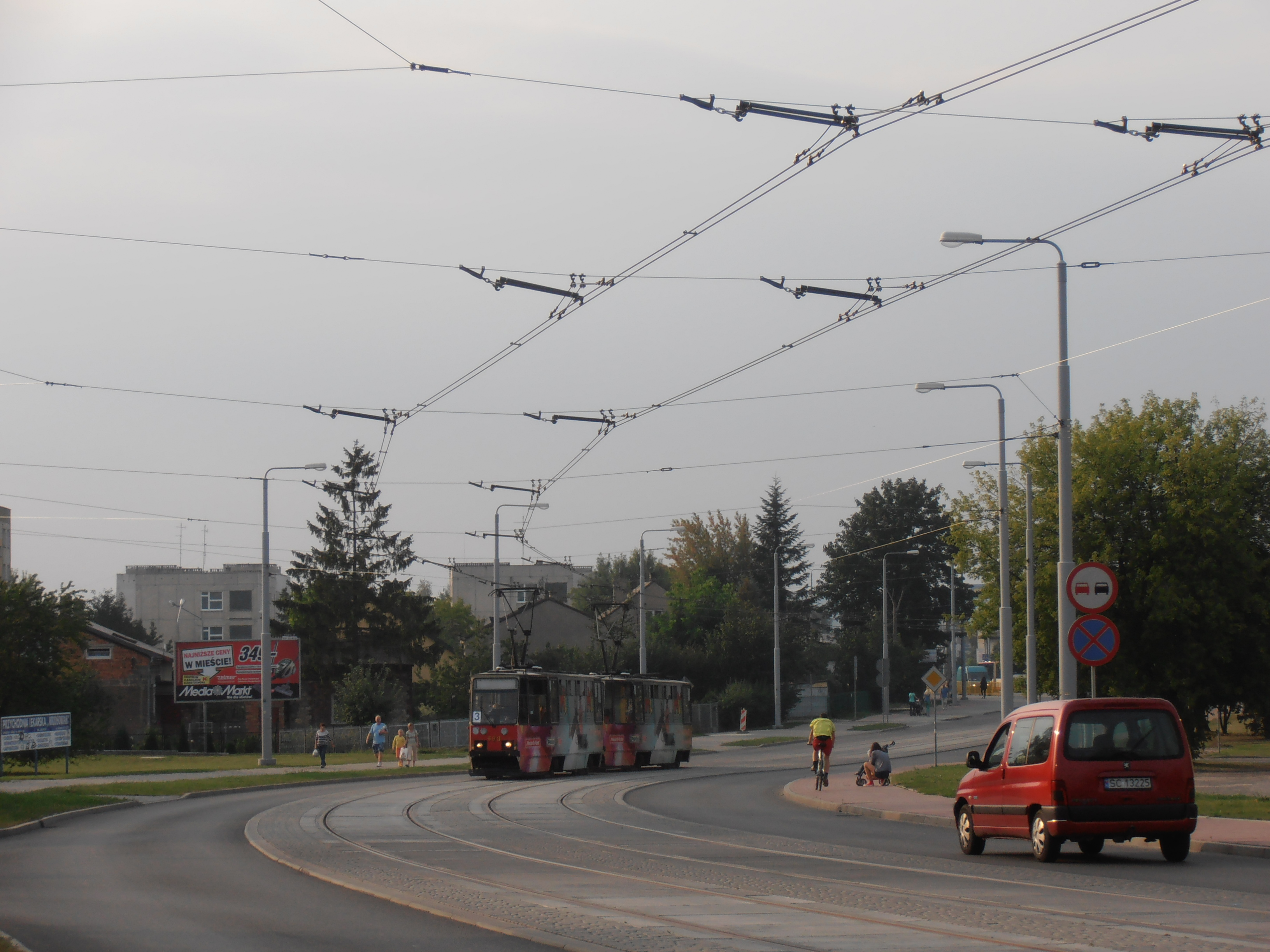
Skład dwóch wagonów typu 105Na linii nr 3 na ul. Orkana

### Koncepcja rozbudowy sieci w dzielnicy Parkitka

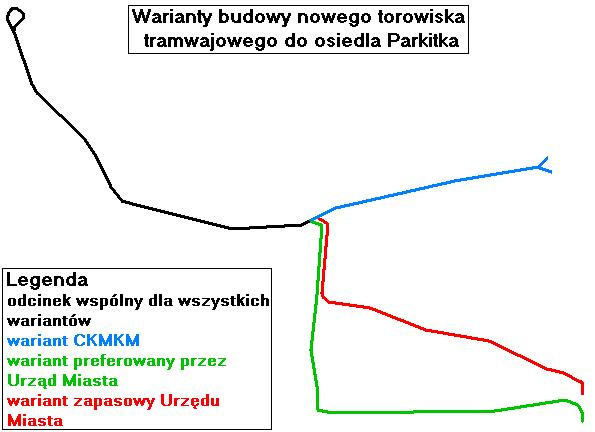
Warianty rozbudowy sieci do osiedla Parkitka

Przygotowane w 2012 r. przez Tomasza Haładyja i Piotra Pyrkosza z Częstochowskiego Klubu Miłośników Komunikacji Miejskiej plany obejmują wstępne projekty budowy torowiska w dzielnicy Raków (budowę na kolejnym odcinku ul. Limanowskiego i odbudowę na ul. Łukasińskiego), budowę odgałęzienia torów od Hali Polonii do szpitala na Parkitce i przedłużenie torowiska w dzielnicy Północ do pętli „Kukuczki”. Planowane do budowy odcinki miały mieć długość identyczną z wybudowanym wcześniej odcinkiem w dzielnicy Wrzosowiak. Inwestycję nazwano 3+ 2+ 1+, jako że miała być obsłużona przez już funkcjonujące w mieście linie 1, 2 i 3.
Miasto początkowo przystąpiło do realizacji prac przygotowawczych, ale z czasem zaczęto planować zmianę przebiegu torowiska w dzielnicy Tysiąclecie, by za pomocą inwestycji tramwajowej móc wyremontować jezdnię drogi krajowej. Nowa, miejska koncepcja przebiegu torów została poddana społecznej krytyce, co spowodowało wycofanie się miasta z planów rozbudowy sieci w ogóle. Ostatecznie presja społeczna (petycja mieszkańców) oraz zabiegi części radnych doprowadziły w grudniu 2016 r. do powrotu miasta do planów rozbudowy sieci. Zgłoszona wówczas przez prezydenta miasta autopoprawka do budżetu miasta przewidywała budowę jedynie torowiska do dzielnicy Parkitka, natomiast w lutym 2018 r. Rada Miasta zapisała środki na wkład własny do inwestycji ulicami Dekabrystów, Okulickiego i Nowobialską do szpitala w dzielnicy Parkitka.
W maju 2017 roku rozpisano przetarg na 10 tramwajów z opcją na zakup 5 kolejnych. 15 stycznia 2018 r. podpisano umowę z Pesą na dostawę 10 nowych tramwajów Twist II z opcją na dodatkowe pięć.
We wrześniu następnego roku częstochowski urząd miejski wydał oświadczenie, zgodnie z którym z powodu działalności władz centralnych samorząd został obciążony nieprzewidzianymi wydatkami i w efekcie był zmuszony zrezygnować m.in. rozbudowy tramwaju w dzielnicach Tysiąclecie i Parkitka. Prace nad tramwajem na Parkitkę przesunięto do perspektywy budżetowej na lata 2021–2027. Dodatkowo podczas remontu starej sieci tramwajowej zniknęły z projektu wykonawczego rozjazdy torowe przy skrzyżowaniu z ulicą Dekabrystów, co utrudniło rozbudowę torowiska w stronę Parkitki. Brak postępów przy pracach przygotowawczych jesienią 2021 r. wykluczył możliwość realizacji inwestycji z perspektywy budżetowej na lata 2021–2027. Jednocześnie pod koniec 2020 r. władze miasta złożyły w ramach programu FEniKS wniosek o dofinansowanie na remont trasy tramwajowej na Kucelin oraz budowę nowego odcinka torowiska do szpitala na Parkitce, choć jednocześnie podkreślono niskie prawdopodobieństwo uzyskania środków wystarczających na realizację inwestycji. Pomimo tego powołano zespół ds. inwestycji, a także podjęto prace projektowe dla tej trasy – z pierwszym odcinkiem wzdłuż ul. Dekabrystów i drugim prawdopodobnie wzdłuż ul. Poleskiej. Równocześnie jako nieodzowny element inwestycji wskazano zakup trzech tramwajów do obsługi trasy.
Miasto pozostawiło rezerwę terenową pod przedłużenie tramwaju w dzielnicy Północ oraz zrealizowało wyprowadzenie torów w tym kierunku, ale nie podjęło dalszych prac w tym zakresie, w tym projektowych. Dopiero w 2023 r. miasto ogłosiło przetargi na programy funkcjonalno-użytkowe remontu istniejącej trasy na Kucelin i projektowanej na Parkitkę.

### Remont generalny sieci
We wrześniu 2013 roku uruchomiono na skrzyżowaniu al. Pokoju i al. Wojska Polskiego nowy przystanek tramwajowy, którego budowa trwała od sierpnia. 19 września 2014 roku zlikwidowano połączenie torów tramwajowych z kolejowymi na pętli „Raków Dworzec PKP”, wymontowano zwrotnicę połączoną z bocznicą, usunięto nieużywany lewy tor tramwajowy oraz łącznik nieużywanego toru z używanym.
24 grudnia 2014 roku został oddany do użytku wyremontowany odcinek torowiska od przystanku Rejtana do przystanku Dąbie, łącznie z mostem nad Wartą. Remont trwał od sierpnia 2014 roku.
Wiosną 2016 r. rozpoczęto generalny remont przejścia podziemnego pod al. Wyzwolenia na wysokości przystanku Baczyńskiego, co wiązało się z zawieszeniem kursowania tramwajów w dzielnicy Północ. 1 maja 2017 r. oddano do użytku nowo wyremontowaną al. Wyzwolenia wraz z nowymi przystankami i torowiskiem, a także nowym tunelem, słupami trakcyjnymi i pętlą tramwajową. Remont trwał ponad 1 rok. 30 kwietnia 2016 r. z powodu remontu zawieszono kursowanie nocnej komunikacji tramwajowej i wprowadzono zastępczą komunikację autobusową. Od 1 lipca 2017 r. zdecydowano o wydłużeniu trasy linii nocnej w dzielnicy Północ przez ulice Fieldorfa-Nila i Sosabowskiego do pętli Kukuczki, a w dzielnicy Raków przez Limanowskiego i Łukasińskiego do pętli Raków-Dworzec PKP. Tym samym nocna linia 80 stała się oficjalnie linią autobusową, ponieważ zaczęła obsługiwać także ulice nieposiadające torowisk tramwajowych. W związku ze zmianą linii 80 na autobusową zaplanowano także budowę brakujących przystanków autobusowych w ciągu al. Niepodległości, al. Wolności i al. Kościuszki.
W grudniu 2016 r. ogłoszono przetargi na opracowanie programu funkcjonalno-użytkowego oraz opracowanie i złożenie wniosku o dofinansowanie unijne projektu generalnego remontu całej sieci tramwajowej, z wyjątkiem odcinków remontowanych przy okazji budowy torowiska w dzielnicy Wrzosowiak, albowiem od czasu oddania sieci do użytku w 1959 r. nie była ona gruntownie remontowana, z wyjątkiem prac na mniejszych odcinkach. Prace zaplanowano na trasie od pętli przy ul. Fieldorfa-Nila do ronda Mickiewicza, przy czym fragment od al. Jana Pawła II do ronda w technologii torowiska trawiastego, oraz od al. Wojska Polskiego do pętli przy dworcu Raków. Ponadto przewidziano remont rozjazdów do zajezdni tramwajowej i remont podstacji w zajezdni. 29 maja 2018 r. podpisano umowę o wartości 114,5 mln zł na wykonanie prac, które zaplanowano pod ruchem.
Rozpoczęcie prac budowlanych zostało przewidziane na początek stycznia 2019 r., zaś zakończenie prac na wszystkich 14 km torów objętych projektem zaplanowano do końca 2019 roku. Prace fizycznie rozpoczęły się 20 marca od odcinka w al. Pokoju, a pod koniec czerwca rozpoczęto prace przy wjeździe do zajezdni, co wiązało się z całkowitym zawieszeniem ruchu. 21 września wznowiono ruch na sieci tramwajowej, jednak od 2020 r. ruch na odcinku od al. Pokoju do Kucelina pozostawał zawieszony ze względu na stan torowiska niewystarczający dla tramwajów niskopodłogowych.
Chociaż generalny remont sieci nie objął odcinka do pętli Kucelin, miasto zapowiedziało na tym odcinku dalsze prace utrzymaniowe i remontowe stosownie do posiadanych środków, w szczególności remont wiaduktu przerzuconego nad wewnętrzną linią hutniczą, który stracił nośność. Już kilka tygodni później władze miasta uznały remont tego odcinka za niepotrzebny ze względu na znaczne ograniczenie działalności huty na Kucelinie. Późniejsze ekspertyzy wykazały jednak możliwość jego eksploatacji w przypadku braku mijania się na nim tramwajów. Jesienią 2022 r. władze miasta zadeklarowały reaktywację tej trasy, którą miałyby obsługiwać tramwaje nowej linii nr 4 z zajezdni na Kucelin obsługiwane tramwajami wysokopodłogowymi, jednak ostatecznie zdecydowano o reaktywacji linii nr 1 z pętli Fieldorfa-Nila do pętli Kucelin.
Jednocześnie miasto postawiło pod znakiem zapytania budowę nowych odcinków ze względu na brak środków na wkład własny, choć jednocześnie jesienią 2022 r. poinformowano o wspólnym unijnym projekcie pod egidą urzędu marszałkowskiego, który w Częstochowie ujmuje nową linię tramwajową do dzielnicy Parkitka oraz remont linii tramwajowej do dzielnicy Kucelin.

### Historyczny przebieg linii
Kursujące od lat 1970. tramwaje 105Na posiadały kasety na tablice kierunkowe na czole oraz większe kasety na tablice z numerem linii (czoło, tył, przednie boczne i niewykorzystywane nad drzwiami). Z czasem wszystkie cztery możliwe przystanki końcowe umieszczono na tablicy kierunkowej z tarczą ze strzałką, a tablice tego typu montowano na czole i boku składu. Ze względu na mało rozbudowany kształt sieci strzałki najczęściej nie były ustawiane przez kierowców we właściwej pozycji. Na początku XXI wieku z inicjatywy Częstochowskiego Klubu Miłośników Komunikacji Miejskiej wprowadzono tablice taśmowe montowane na czole i zdalnie sterowane nad III drzwiami wagonów. Od 2019 r. zaczęto zastępować tablice taśmowe tablicami mozaikowymi w technologii LED.
| Linia | Krańcówka                                                                            | Lokalizacja                                                                          | Krańcówka                                                                            | Lokalizacja                                                                          | Lata funkcjonowania  |
| ----- | ------------------------------------------------------------------------------------ | ------------------------------------------------------------------------------------ | ------------------------------------------------------------------------------------ | ------------------------------------------------------------------------------------ | -------------------- |
| 1     | 1000-LECIE jako ZAWADY (1959–1966)                                                   | al. Armii Krajowej / Worcella wówczas al. Zawadzkiego / Worcella                     | KUCELIN jako MIRÓW (1959–1969)                                                       | al. Pokoju / Brzegowa                                                                | 1959–1971            |
| 1     | OSIEDLE 1000-LECIA                                                                   | al. Armii Krajowej / Kiedrzyńska wówczas al. Zawadzkiego / 16 Stycznia               | KUCELIN                                                                              | al. Pokoju / Brzegowa                                                                | 1971–1984            |
| 1     | FIELDORFA-NILA jako KRAJEWSKIEGO 1984–1990                                           | al. Wyzwolenia / Fieldorfa-Nila jako al. Wyzwolenia / Krajewskiego (1984–1990)       | KUCELIN jako KUCELIN-SZPITAL (1984–2020)                                             | al. Pokoju / Brzegowa                                                                | 1984–2020            |
| 1     | FIELDORFA-NILA jako KRAJEWSKIEGO 1984–1990                                           | al. Wyzwolenia / Fieldorfa-Nila jako al. Wyzwolenia / Krajewskiego (1984–1990)       | KUCELIN jako KUCELIN-SZPITAL (1984–2020)                                             | al. Pokoju / Brzegowa                                                                | od 2022              |
| 1     | FIELDORFA-NILA                                                                       | al. Wyzwolenia / Fieldorfa-Nila                                                      | POKOJU – PKP obecnie RAKÓW – DW. PKP                                                 | al. Pokoju / Sebyły                                                                  | 1990–1997            |
| 2     | 1000-LECIE jako ZAWADY (1959–1966)                                                   | al. Armii Krajowej / Worcella wówczas al. Zawadzkiego / Worcella                     | RAKÓW                                                                                | Łukasińskiego / Okrzei                                                               | 1959–1971            |
| 2     | OSIEDLE 1000-LECIA                                                                   | al. Armii Krajowej / Kiedrzyńska wówczas al. Zawadzkiego / 16 Stycznia               | POKOJU – PKP obecnie RAKÓW – DW. PKP                                                 | al. Pokoju / Sebyły                                                                  | 1971–1971            |
| 2     | KIEDRZYŃSKA                                                                          | al. Armii Krajowej / Kisielewskiego jako al. Wyzwolenia / Krajewskiego (1984–1990)   | KUCELIN                                                                              | al. Pokoju / Brzegowa                                                                | 1984–1997            |
| 2     | KUCELIN → KIEDRZYŃSKA al. Pokoju / Brzegowa → al. Wyzwolenia / Kisielewskiego        | KUCELIN → KIEDRZYŃSKA al. Pokoju / Brzegowa → al. Wyzwolenia / Kisielewskiego        | KUCELIN → KIEDRZYŃSKA al. Pokoju / Brzegowa → al. Wyzwolenia / Kisielewskiego        | KUCELIN → KIEDRZYŃSKA al. Pokoju / Brzegowa → al. Wyzwolenia / Kisielewskiego        | 1997–2001            |
| 2     | FIELDORFA-NILA → RAKÓW-DW. PKP al. Wyzwolenia / Fieldorfa-Nila → al. Pokoju / Sebyły | FIELDORFA-NILA → RAKÓW-DW. PKP al. Wyzwolenia / Fieldorfa-Nila → al. Pokoju / Sebyły | FIELDORFA-NILA → RAKÓW-DW. PKP al. Wyzwolenia / Fieldorfa-Nila → al. Pokoju / Sebyły | FIELDORFA-NILA → RAKÓW-DW. PKP al. Wyzwolenia / Fieldorfa-Nila → al. Pokoju / Sebyły | 1997–2020            |
| 2     | FIELDORFA-NILA                                                                       | al. Wyzwolenia / Fieldorfa-Nila                                                      | RAKÓW – DW. PKP                                                                      | al. Pokoju / Sebyły                                                                  | od 2020              |
| 3     | FIELDORFA-NILA                                                                       | al. Wyzwolenia / Fieldorfa-Nila                                                      | STADION RAKÓW                                                                        | Limanowskiego / Żarecka                                                              | od 2012              |
| nocny | 1000-LECIE jako ZAWADY (1959–1966)                                                   | al. Armii Krajowej / Worcella wówczas al. Zawadzkiego / Worcella                     | RAKÓW                                                                                | Łukasińskiego / Okrzei                                                               | 1959–1971            |
| nocny | OSIEDLE 1000-LECIA                                                                   | al. Armii Krajowej / Kisielewskiego wówczas al. Zawadzkiego / Brygadzistów           | KUCELIN                                                                              | al. Pokoju / Brzegowa                                                                | 1971–1984            |
| nocny | FIELDORFA-NILA jako KRAJEWSKIEGO 1984–1990                                           | al. Wyzwolenia / Fieldorfa-Nila                                                      | KUCELIN                                                                              | al. Pokoju / Brzegowa                                                                | 1984–2008            |
| N0    | FIELDORFA-NILA                                                                       | al. Wyzwolenia / Fieldorfa-Nila                                                      | RAKÓW PKP                                                                            | al. Pokoju / Sebyły                                                                  | 2008–2012            |
| N0    | FIELDORFA-NILA                                                                       | al. Wyzwolenia / Fieldorfa-Nila                                                      | STADION RAKÓW                                                                        | Limanowskiego / Żarecka                                                              | 2012–2016            |
| 80    | FIELDORFA-NILA                                                                       | al. Wyzwolenia / Fieldorfa-Nila                                                      | STADION RAKÓW                                                                        | Limanowskiego / Żarecka                                                              | 1.09.2016–30.04.2017 |

## Infrastruktura
System tworzony jest przez torowisko o łącznej długości 14,8 km  i rozstawie szyn 1435 mm, obejmuje 34 przystanki, jedną zajezdnię oraz 5 pętli, w tym jedną obecnie nieużywaną w ruchu liniowym na osiedlu Tysiąclecia. Komunikację prowadzi Miejskie Przedsiębiorstwo Komunikacyjne w Częstochowie.
Sieć składa się z długiej na 7,4 km trasy łączącej północ z południem miasta przez dzielnice: Północ, Tysiąclecie, Śródmieście, Trzech Wieszczów, Ostatni Grosz, skąd rozgałęziają się na Raków i Zawodzie-Dąbie (2,6 km) oraz na Wrzosowiak i Raków (4,5 km).

### Krańce
| Nazwa                                                       | Miejsce                      | Rok budowy | Rok rozbiórki | Linie   | Rodzaj    | Uwagi |
| ----------------------------------------------------------- | ---------------------------- | ---------- | ------------- | ------- | --------- | --- |
| 1000-lecie pn. Zawady (1959–1966)                           | Armii Krajowej / Worcella    | 1959       | 1973          |         | pętla     | dwutorowa |
| Kucelin pn. Mirów (1959–1969) Kucelin – Szpital (1984-2020) | Pokoju / Brzegowa            | 1959       |               | 1       | pętla     | dwutorowa (tor wewnętrzny nieużywany)                                                                                           |
| Zajezdnia MPK                                               | Niepodległości / Źródlana    | 1959       |               |         | zajezdnia | |
| Raków                                                       | Łukasińskiego / Okrzei       | 1959       | 1971          | 2       | mijanka   | odnoga przeznaczona dla tramwajów dwukierunkowych, ruch wahadłowy z użyciem mijanek                                             |
| Osiedle 1000-lecia                                          | Armii Krajowej / Kiedrzyńska | 1971       | 1984          |         | pętla     | |
| Raków – dworzec PKP pn. Pokoju – PKP (do 2007)              | Pokoju / Sebyły              | 1971       |               | 2       | pętla     | dwutorowa brak wjazdu na tor wewnętrzny połączenie z linią kolejową zlikwidowane w 2014 roku                                    |
| Promenada Niemena pn. Kiedrzyńska (do 2007)                 | Wyzwolenia / Kiedrzyńska     | 1984       |               |         | pętla     | jednotorowa |
| Fieldorfa-Nila pn. Krajewskiego (1984–1990)                 | Wyzwolenia / Fieldorfa-Nila  | 1984       |               | 1, 2, 3 | pętla     | dwutorowa (po przebudowie torowiska w 2019-2021, dawniej jednotorowa) tor odstawczy wewnątrz pętli zlikwidowano w lipcu 2013 r. |
| Stadion Raków                                               | Limanowskiego / Żarecka      | 2012       |               | 3       | pętla     | dwutorowa |

### Spis przystanków
| Przystanki linii 1 | Przystanki linii 2 | Przystanki linii 3 |
| --- | --- | --- |
| - Fieldorfa-Nila - Baczyńskiego - Iwaszkiewicza - Promenada Niemena - Polskiego Czerwonego Krzyża - Hala Polonia - Politechnika - Aleja Jana Pawła II – Uniwersytet - Jasnogórska (↑) - II Aleja Najświętszej Maryi Panny - Dworzec Główny PKP - Dworzec PKS - Rondo Mickiewicza - Ostatni Grosz - Równoległa - Powstańców Śląskich - Estakada - Aleja Pokoju - Plac Orląt Lwowskich - Rejtana - Dąbie - Kucelin | - Fieldorfa-Nila - Baczyńskiego - Iwaszkiewicza - Promenada Niemena - Polskiego Czerwonego Krzyża - Hala Polonia - Politechnika - Aleja Jana Pawła II – Uniwersytet - Jasnogórska (↑) - II Aleja Najświętszej Maryi Panny - Dworzec Główny PKP - Dworzec PKS - Rondo Mickiewicza - Ostatni Grosz - Równoległa - Powstańców Śląskich - Estakada - Aleja Pokoju - Plac Orląt Lwowskich - Raków – Dworzec PKP | - Fieldorfa-Nila - Baczyńskiego - Iwaszkiewicza - Promenada Niemena - Polskiego Czerwonego Krzyża - Hala Polonia - Politechnika - Aleja Jana Pawła II – Uniwersytet - Jasnogórska (↑) - II Aleja Najświętszej Maryi Panny - Dworzec Główny PKP - Dworzec PKS - Rondo Mickiewicza - Ostatni Grosz - Równoległa - Powstańców Śląskich - Estakada - DH Sezam - Kasztanowa - Bukowa - Orkana – szkoła - Wrzosowiak - Sportowa - Jesienna - Jesienna – szkoła - Bohaterów Katynia - Rakowska - Żarecka - Stadion Raków |

## Linie tramwajowe
Sieć tramwajowa w Częstochowie składa się z trzech linii : 1, 2 i 3, na których tramwaje kursują na kierunku północ – południe . Główną osią transportową jest połączenie południa z północą, od osiedla Tysiąclecie na Raków . Wszystkie linie biegną po tej samej trasie od pętli „Fieldorfa-Nila” do skrzyżowania al. Niepodległości, al. Pokoju, al. 11 Listopada i ul. Jagiellońskiej. Od tego skrzyżowania linie 1 i 2 kierują się aleją Pokoju, przy czym 1 kursuje do huty położonej na końcu tej ulicy (pętla „Kucelin-szpital”), a 2 w skróconej relacji do przystanku kolejowego przy tej samej ulicy (pętla „Raków-dworzec PKP”), zaś linia 3 jedzie ul. Jagiellońską, Orkana i Jesienną do stadionu piłkarskiego przy ul. Limanowskiego (pętla „Stadion Raków”).
Linie 1 i 2 są traktowane jako jedna linia, a skrócenie wybranych kursów i oznaczenie ich jako 2 zapobiega ekspediowaniu do huty nadmiernej liczby tramwajów. Tramwaje linii 2 wracają z pętli „Raków-dworzec PKP” do dzielnicy Północ jako linia 1.
Od 1 lutego 2015 roku linie (1/2 i 3) kursowały w dni robocze co 12 minut (wcześniej co 10), w dni robocze w wakacje i soboty co 15, zaś w niedziele i święta co 20 minut. Wieczorami (po godz. 19) każdego dnia linia kurowała co 20 minut. Średnia częstotliwość kursowania tramwajów w dni robocze na wspólnym odcinku wynosiła w szczycie 6 minut.
Do czasu remontu torowiska od ronda Reagana do pętli Kucelin – Szpital oraz tzw. mostu surówkowego, linia 1 została zawieszona, jej kursy przejęła linia 2, a od węzła Raków Dworzec PKP na Kucelin uruchomiono linię autobusową 40. 3 Listopada 2022 linia 1 mimo braku remontu torowiska została ponownie otwarta ze względu na nową organizację ruchu w ramach przebudowy alei Wojska Polskiego (DK-91). Linia autobusowa 40 została zawieszona po otwarciu. Linia 1 jest operowana przez stare składy 105Na

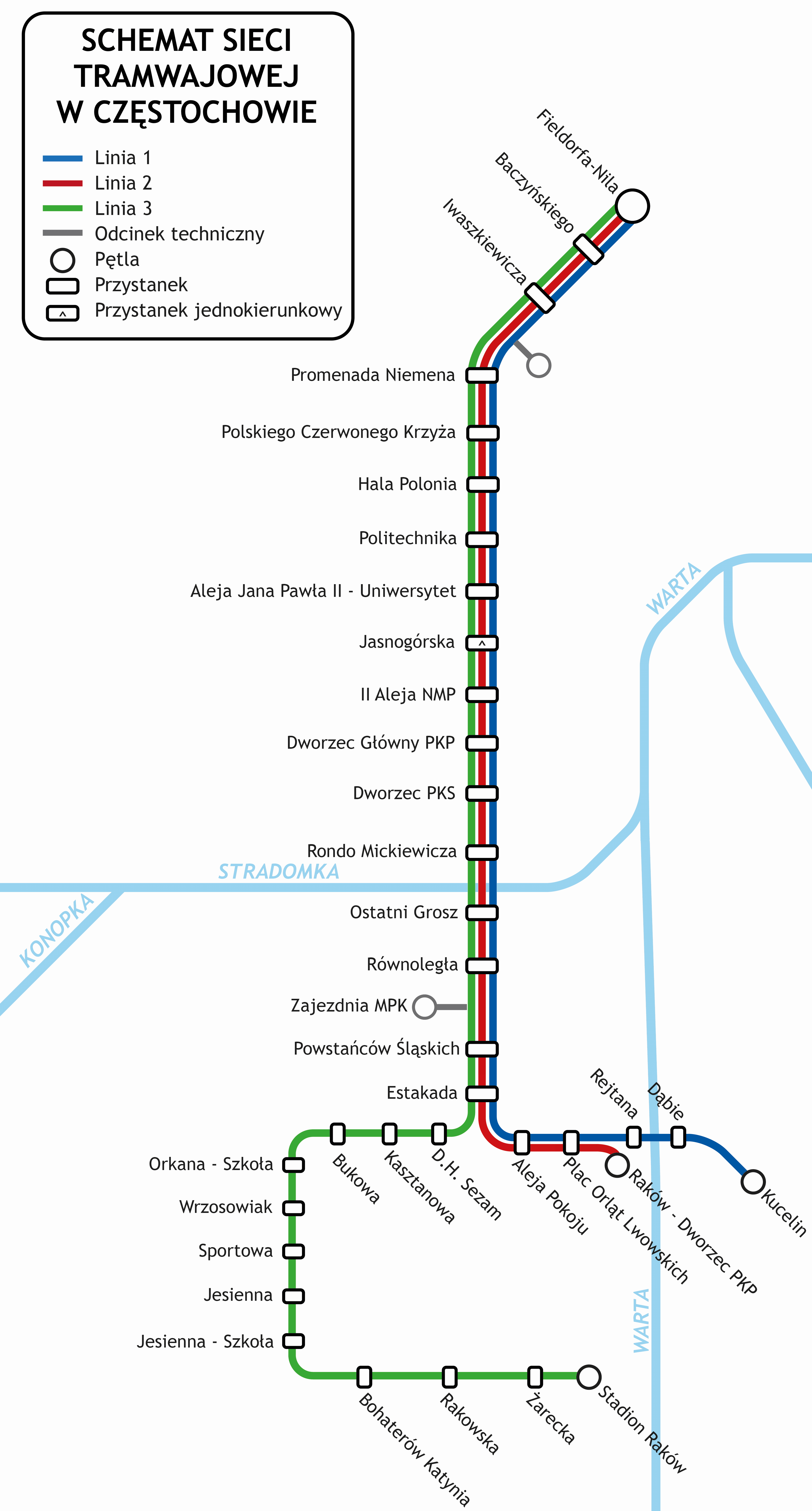
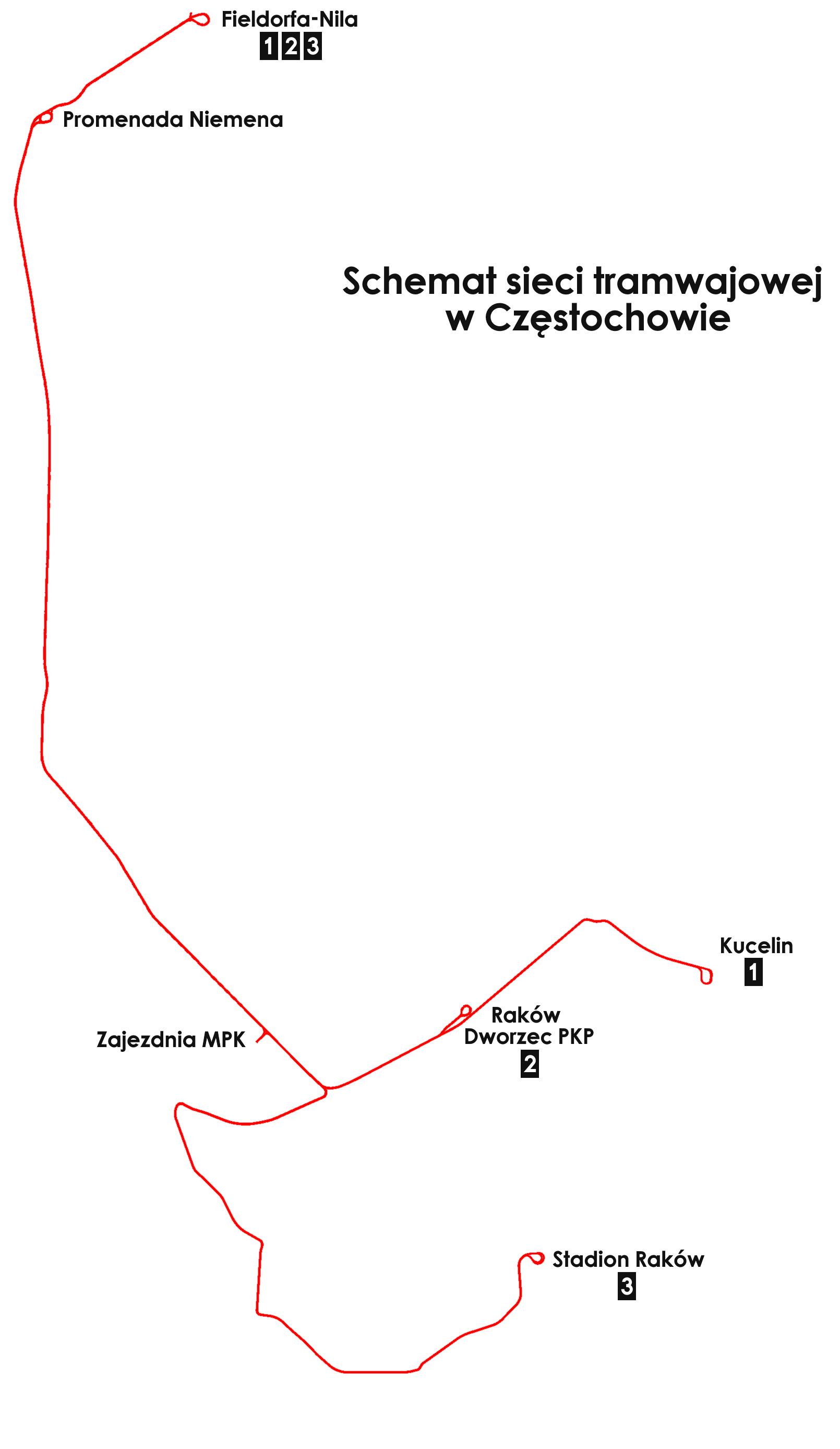

| Linia | Przebieg linii | Przystanek początkowy | Przystanek końcowy | Długość linii | Średni czas przejazdu | Liczba przystanków | Tabor |
| ----- | -------------- | --------------------- | ------------------ | ------------- | --------------------- | ------------------ | ----- |
| 1     |                | Fieldorfa-Nila        | Kucelin            | 10,0 km       | 29 min                | 21/22              | 105Na |
| 2     |                | Fieldorfa-Nila        | Raków Dworzec PKP  | 8,3 km        | 26 min                | 19/20              | 105Na |
| 2     | 129Nb          | Fieldorfa-Nila        | Raków Dworzec PKP  | 8,3 km        | 26 min                | 19/20              |       |
| 3     |                | Fieldorfa-Nila        | Stadion Raków      | 11,7 km       | 38 min                | 28/29              | 129Nb |

## Tabor
| Tramwaj | Daty zakupów    | Daty zbywania | Liczba |
| ------- | --------------- | ------------- | ------ |
| 4N1+4ND | 1959−1961, 2011 | 1970−1988     | 17+27  |
| 102Na   | 1970−1973       | 1991−2000     | 18     |
| 105Na   | 1975−1990       | 2003–         | 56     |
| 129Nb   | 2012            | –             | 7      |
| 129Nb   | 2020            | –             | 10     |

Od chwili uruchomienia sieci tramwajowej jej obsługą zajmuje się częstochowskie Miejskie Przedsiębiorstwo Komunikacyjne.

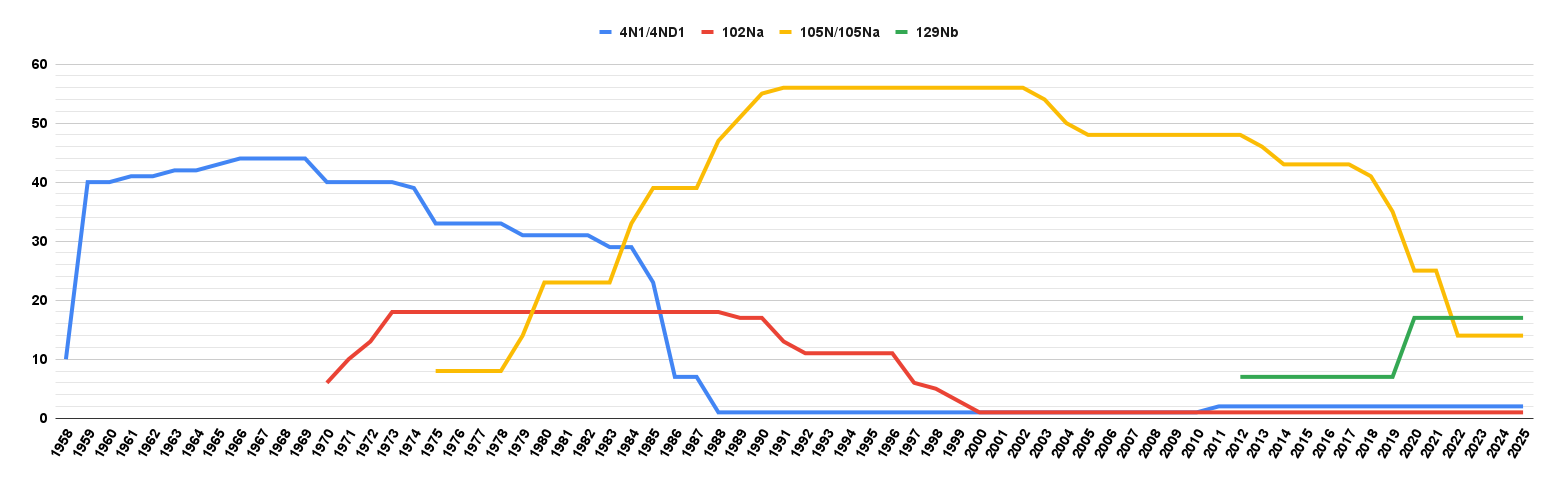
Liczebność tramwajów różnych typów w Częstochowie

Początkowo częstochowski tabor składał się z 39 wagonów silnikowych 4N i doczepnych 4ND, których liczbę w następnych latach zwiększano. W 1970 roku zaczęto wycofywać najbardziej wyeksploatowane tramwaje 4N i rozpoczęto trwające cztery lata dostawy nowych, przegubowych, szybkobieżnych tramwajów 102Na, zaś w 1975 roku zakupiono pierwsze 8 sztuk wozów 105N. Z czasem wagony 105N przebudowano na 105Na, a także sukcesywnie kupowano nowe wagony 105Na. W 1986 roku wycofano ostatecznie z ruchu liniowego wszystkie składy 4N+4ND, a 13 lat później to samo spotkało składy 102Na i wycofywano starsze typy. Ostatni wagon typu 105Na zakupiono w 1990 roku.
W lutym lub marcu 2010 roku MPK podpisało z Urzędem Marszałkowskim umowę na wykorzystanie dofinansowania z funduszy unijnych na zakup siedmiu nowych tramwajów. Przetarg MPK został rozpisany 19 lipca, oferty składać można było do 31 sierpnia. Wynik przetargu został ogłoszony 28 września 2010 roku. Zwyciężyła bydgoska PESA, a tramwaje dostarczono do Częstochowy w okresie od marca do października 2012 roku. 21 października Krajowa Izba Odwoławcza odrzuciła skargi przegranych firm, Solarisa oraz Newag&Končar, na wyniki przetargu. W marcu 2012 r. rozpoczęły się dostawy składów 129Nb, a ich zakończenie nastąpiło 14 października tego samego roku.
W styczniu 2018 r. podpisano umowę na dostawę dziesięciu tramwajów Pesa Twist II z prawem opcji zamówienia pięciu kolejnych. Ostatni tramwaj z podstawowego zamówienia dotarł do miasta we wrześniu 2020 r., z blisko rocznym opóźnieniem względem kontraktu.
Obecnie tabor składa się z 28 sztuk wagonów 105Na, wyprodukowanych w latach 1979–1990, i częściowo poddanych modernizacjom oraz 17 pojazdów 129Nb, które wyprodukowano w latach 2012 i 2020. Na co dzień tramwaje 105Na kursują w połączeniu po dwa wagony, a pojedynczo w sobotę i niedzielę w dzień i w dni robocze wieczorami. Tramwaje 129Nb kursują zawsze pojedynczo. Od 2006 roku w częstochowskich tramwajach i autobusach funkcjonuje system informacji pasażerskiej obejmujący zapowiedzi głosowe i komunikaty wyświetlane na tablicach elektronicznych. Komunikaty głosowe obejmują zapowiedzi przystanków, kontroli biletów i ostrzeżenia przed kieszonkowcami. W tramwajach nazwy przystanków czytane są przez aktora Artura Barcisia. Pod koniec 2006 roku autobusy i tramwaje oznaczono herbem miasta.

### Tabor zabytkowy

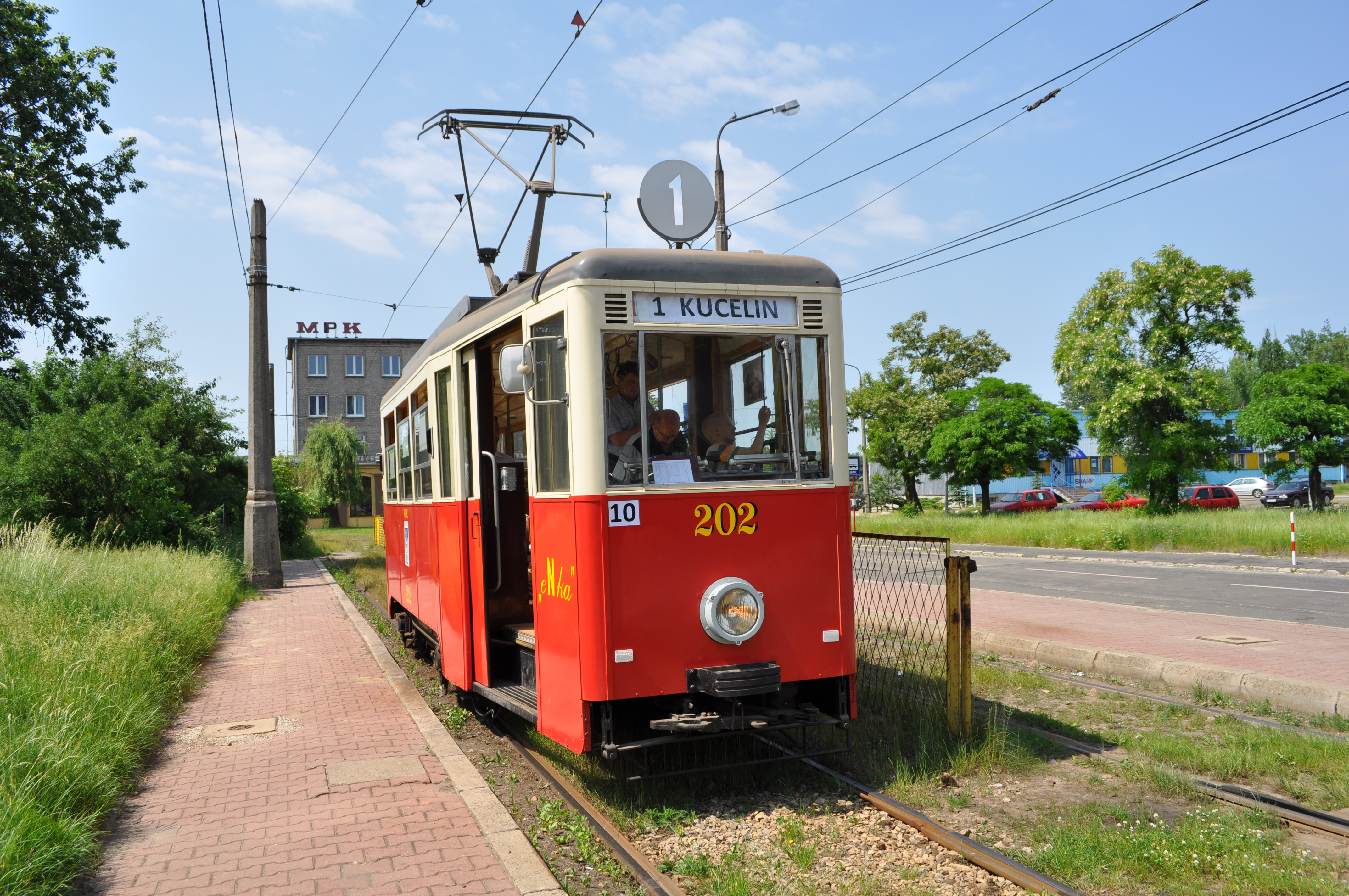
Zabytkowy 4N przed zajezdnią

Poza „stopiątkami” i Twistami, na stanie MPK znajduje się jeden wagon typu 4N1, który po wycofaniu z ruchu w 1989 został przemieniony na niebieski pojazd pogotowia tramwajowego (wóz techniczny) z numerem 806. Funkcję tę pełnił do czasu wypadku na pętli Kucelin, który to wydarzył się w 1997 roku. Po tym incydencie stał rozbity w zajezdni. W 2006 r., po długiej bezczynnej przerwie, wagon został oddany do naprawy, a wyremontowany odbył swój pierwszy przejazd 31 sierpnia 2006 r. Obecnie pełni funkcję pojazdu zabytkowego. 24 marca 2008 r. sentymentalną podróż odbyli nim miłośnicy ze Stanów Zjednoczonych. Podobną podróż odbyli miłośnicy z Niemiec 26 maja 2011 r. W 2011 r. sprowadzono z Warszawy wagon doczepny 4ND, który służy po remoncie w 2017−2018 jako zabytkowy.
MPK posiada także jeden pojazd typu 102Na, pełniący od roku 1999, po wycofaniu z ruchu liniowego, funkcję pogotowia technicznego dla tramwajów (wagon przejął tę funkcję po wypadku poprzednika); zmieniono także numer pojazdu z pierwotnego 628 na nowy 808. Do służby jako pojazd techniczny wagon został przygotowany poprzez usunięcie siedzeń w drugim członie, zamontowanie uchylnych klap z tyłu i z prawej strony za przegubem, do wyjmowania dłuższych elementów (na przykład szyn), i montaż instalacji do posypywania zimą peronów; zamontowano także miejsce na przewóz butli z gazem. Z okazji pięćdziesięciolecia tramwajów w Częstochowie skład został pomalowany przez dzieci w kwiatki oraz nadano mu tablicę okolicznościową. W związku z bardzo złym stanem technicznym, pojazd od czerwca 2013 roku został poddany generalnemu remontowi, który wykonali członkowie CKMKM przy wsparciu finansowym sponsora. Remont trwał 1,5 roku, oficjalnie prace zakończono 22 lutego. 7 marca odbył próbny przejazd, a następnego dnia, 8 marca 2015 roku, wyjechał jako pojazd historyczny, jeżdżący na linii nr 3 razem ze starszą Enką, którą skierowano na linię 1.
W lipcu 2014 roku CKMKM i MPK wspólnie uruchomiły bezpłatną linię turystyczną Z3, obsługiwaną zabytkowym tramwajem typu 4N1. Linia kursuje na trasie Fieldorfa-Nila – Stadion Raków w każdą niedzielę w okresie letnim. W maju 2015 roku powtórnie uruchomiono linię tramwajową obsługiwaną przez 2 pojazdy zabytkowe – znaną „Enkę” oraz nowy 102Na.
| Liniowy                                          | Liniowy                                          | Liniowy                                          | Liniowy                                          | Liniowy                                          | Liniowy                                  | Liniowy                                  | Liniowy                   |
| Zdjęcie                                          | Model                                            | Liczba                                           | Zakupy                                           | Numeracja przewoźnika                            | przewóz osób na wózkach                  | klimatyzacja przestrzeni pasażerskiej    | monitoring                |
| ------------------------------------------------ | ------------------------------------------------ | ------------------------------------------------ | ------------------------------------------------ | ------------------------------------------------ | ---------------------------------------- | ---------------------------------------- | ------------------------- |
|                                                  | 129Nb                                            | 10                                               | 2020                                             | 651-660                                          | T                                        | T                                        | T                         |
|                                                  | 129Nb                                            | 7                                                | 2012                                             | 621-627                                          | T                                        | T                                        | [ 64 ]                    |
|                                                  | 105Na                                            | 13                                               | 1979–1980, 1984–1985, 1988–1990                  | 611-616, 644-645, 648-649, 684, 688, 697         | N                                        | N                                        | N                         |
| Udział tramwajów z parametrem we flocie liniowej | Udział tramwajów z parametrem we flocie liniowej | Udział tramwajów z parametrem we flocie liniowej | Udział tramwajów z parametrem we flocie liniowej | Udział tramwajów z parametrem we flocie liniowej | 55%                                      | 55%                                      | 55%                       |
| Wszystkie pojazdy we flocie liniowej             | Wszystkie pojazdy we flocie liniowej             | Wszystkie pojazdy we flocie liniowej             | Wszystkie pojazdy we flocie liniowej             | Wszystkie pojazdy we flocie liniowej             | Wszystkie pojazdy we flocie liniowej     | Wszystkie pojazdy we flocie liniowej     | 31                        |
| Historyczny                                      |                                                  |                                                  |                                                  |                                                  |                                          |                                          |                           |
| Zdjęcie                                          | Model                                            | Liczba                                           | Zakupy                                           | Numeracja przewoźnika                            | Numeracja przewoźnika                    | Numeracja przewoźnika                    | Numeracja przewoźnika     |
|                                                  | 4N1+4ND1                                         | 1+1                                              | 1958, 2011                                       | #202+#253 (ex 806 + 1724)                        | #202+#253 (ex 806 + 1724)                | #202+#253 (ex 806 + 1724)                | #202+#253 (ex 806 + 1724) |
|                                                  | 102Na                                            | 1                                                | 1971                                             | #628 (ex 808)                                    | #628 (ex 808)                            | #628 (ex 808)                            | #628 (ex 808)             |
| Wszystkie pojazdy we flocie historycznej         | Wszystkie pojazdy we flocie historycznej         | Wszystkie pojazdy we flocie historycznej         | Wszystkie pojazdy we flocie historycznej         | Wszystkie pojazdy we flocie historycznej         | Wszystkie pojazdy we flocie historycznej | Wszystkie pojazdy we flocie historycznej | 3                         |